# Le téléphone pleure
Le téléphone pleure è un brano musicale interpretato da Claude François  in duo con la piccola Frédérique Barkoff, pubblicato nell'ottobre del 1974 e scritto dal cantautore con Frank Thomas e Jean-Pierre Bourtayre.

## La storia della canzone
Il brano musicale è strutturato sotto forma di dialogo; si alternano intatti il parlato della piccola Frédérique e la voce solista di François, e nel duetto, il protagonista racconta i suoi ripetuti tentativi di riprendere i contatti con la donna amata che non riesce ormai a vedere da anni. Deve accontentarsi di parlare al telefono con la figlia: la bambina, ignara che il padre è all'altro capo del filo, gli fa capire che i suoi sforzi per parlare con la madre saranno vani, tanto che il protagonista, verso la fine del dialogo, annuncia la sua intenzione di trasferirsi definitivamente.

## Edizioni
Francia 45 giri (ottobre 1974)
1. Le téléphone pleure (feat. Frédérique Barkoff) – 3:58 (testo: Frank Thomas – musica: Jean-Pierre Bourtayre Claude François)
2. Quand la pluie finira de tomber – 2:59 (testo: Richard Seff – musica: Daniel Seff)

Durata totale: 6:57
- Accompagnato da Jean-Claude Petit e la sua orchestra

 Canada 45 giri (1974)
1. Le téléphone pleure (feat. Frédérique Barkoff) – 3:58 (testo: Frank Thomas – musica: Jean-Pierre Bourtayre Claude François)
2. Heureusement, tu penses à moi – 3:30 (testo: Jean-Michel Rivat – musica: Simon Shirak)

Durata totale: 7:28
- Accompagnato da Jean-Claude Petit e la sua orchestra

## Cover
La canzone francese venne tradotta in svariate lingue ed eseguita da diversi interpreti; tra le più conosciute quella di Domenico Modugno inclusa nel 45 giri Piange... il telefono/L'avventura pubblicato nel 1975.
 Brasile 45 giri (1975)
1. O telefone chora (Marcio José) – 3:43 (testo: Murano – musica: Jean-Pierre Bourtayre Claude François)
2. Que será? Que será?  Que será? – 2:56 (testo: Ted Moreno – musica: Ted Moreno)

Durata totale: 6:39
 Spagna 45 giri (1975)
1. Llora el teléfono – 3:58 (testo: Gefingal – musica: Jean-Pierre Bourtayre Claude François)
2. Chanson populaire – 3:34 (testo: Nicolas Skorsky – musica: Jean-Pierre Bourtayre Nicolas Skorsky)

Durata totale: 7:32
 Italia 45 tours (1975)
1. Piange... il telefono[2] (con la piccola Francesca Guadagno) – 3:58 (testo: Domenico Modugno – musica: Jean-Pierre Bourtayre Claude François)
2. L'avventura – 2:30 (testo: Domenico Modugno – musica: Domenico Modugno)

Durata totale: 6:28
 Regno Unito 45 tours (janvier 1976)
1. Tears on the Telephone[3] (con la piccola Kathy Barnet) – 3:58 (testo: Howard Barnes – musica: Jean-Pierre Bourtayre Claude François)
2. Hello Happiness – 2:19 (testo: Roger Greenaway – musica: Les Reed)

Durata totale: 6:17